# Большое Лопатино (Большесельский район)
В Ярославской области есть ещё две деревени с названием Лопатино, в Брейтовском, Пошехонском и Угличском районах, и деревня с похожим названием Большое Лопаткино, в Угличском районе.
Большое Лопатино — деревня в Благовещенском сельском поселении Большесельского района Ярославской области.

## Население
По данным статистического сборника «Сельские населенные пункты Ярославской области на 1 января 2007 года», в деревне Большое Лопатино проживает 9 человек.

## География
Деревня находится в центре района на восток от районного центра Большое Село. Она стоит на левом берегу реки Сдеринога, левого притока реки Черёмуха. Деревня на  противоположном правом берегу на топокартах обозначается как Малое Лопатино. В настоящее время в административных документах деревня Малое Лопатино не значится, очевидно, она объединена с Большим. Обе деревни стоят на небольшом, окружённом лесами, поле, примерно в 2 км к юго-востоку от автомобильной дороги, следующей от Большого Села через станцию Лом к федеральной трассе Р151 Ярославль—Рыбинск на участке Тутаев — Рыбинск. По правому берегу Сдериноги ниже по течению стоит деревня Никитинское. На расстоянии около 2 км на восток находится деревня Акулинино, на расстоянии около 1 км к юго-западу деревня Кондратово.

## История
Деревня Большая Лопатина указана на плане Генерального межевания Борисоглебского уезда 1792 года. В 1825 году Борисоглебский уезд был объединён с Романовским уездом. По сведениям 1859 года деревня относилась к Романово-Борисоглебскому уезду.